# Port Kaituma
Port Kaituma est une petite ville de la région Barima-Waini de Guyana, situé sur la rivière Kaituma, affluent du fleuve Barima. Il a une population de 1 152 habitants (2012).

## Démographie
Selon le recensement de la population de 2002, elle comptait 2 267 habitants. L'estimation de 2010 fait référence à 2 793 habitants[réf. nécessaire].
Occupation de la population
| Données | Officiels | Professionnels et techniciens | Clergé | Commerce et Services | Activé. agricole | Activé. industriel | Occup. élémentaires | S/D | Totale |
| ------- | --------- | ----------------------------- | ------ | -------------------- | ---------------- | ------------------ | ------------------- | --- | ------ |
| Ville   | 18        | 43                            | 12     | 309                  | 73               | 64                 | 157                 | 553 | 1209   |

Elle est particulièrement réputée pour avoir été la ville la plus proche de Jonestown, communauté agraire et sectaire créée en 1974 par le révérend Jim Jones, gourou de la secte le Temple du Peuple, et qui fut le théâtre d'un suicide collectif le 18 novembre 1978, durant lequel Jones et 914 de ses adeptes trouvèrent la mort en ingérant du cyanure.